# Sunny Days, Starry Nights
Albums de Sonny Rollins
Reel Life
(1982) The Solo Album
(1985)
Sunny Days, Starry Nights est un album du saxophoniste ténor Sonny Rollins paru en 1984 sur le label Milestone. Rollins est accompagné par Clifton Anderson au trombone, Mark Soskin au clavier, Russell Blake à la guitare ainsi que sa femme Lucille Rollins qui intervient aux percussions sur deux titres.

## Enregistrement
Les séances d'enregistrement se déroulent du 15 au 18 mai 1984 au Fantasy Studios situé à Berkeley (Californie). L'album paraît la même année sur le label Milestone Records. Le tromboniste Clifton Anderson réalise lors de ces séances sa première apparition en tant que sideman de Rollins. Une collaboration qu'il poursuivra avec le saxophoniste au cours des années suivantes. Anderson s'avère être à sa place sur ce premier album intégrant sur ces enregistrements une touche personnelle colorée. C'est également le cas du pianiste Mark Soskin pour lequel l'auteur Richard Palmer indique qu'il « démontre une compréhension intuitive des besoins de son patron aussi bien que ses solos interprétés avec goût et charme ».
| Musicien         | Instrument         | Titre |  | Équipe technique               |             |
| ---------------- | ------------------ | ----- |  | ------------------------------ | ----------- |
| Sonny Rollins    | saxophone ténor    | 1-6   |  | Sonny Rollins, Lucille Rollins | producteurs |
| Clifton Anderson | trombone           | 1-6   |  | Richard Corsello               | ingénieur   |
| Russell Blake    | guitare électrique | 1-6   |  | George Horn                    | mastering   |
| Mark Soskin      | claviers célesta   | 1-6 3 |  |                                |             |
| Tommy Campbell   | batterie           | 1-6   |  |                                |             |
| Lucille Rollins  | clochette          | 1, 6  |  |                                |             |

## Titres
| N°     | Titre               | Compositeur                | Durée |
| ------ | ------------------- | -------------------------- | ----- |
| Face A |                     |                            |       |
| 1.     | Mava Mava           | Sonny Rollins              | 4:30  |
| 2.     | I'm Old Fashioned   | Jerome Kern, Johnny Mercer | 6:25  |
| 3.     | Wynton              | Sonny Rollins              | 8:18  |
| Face B |                     |                            |       |
| 4.     | Tell Me You Love Me | Sonny Rollins              | 6:18  |
| 5.     | I'll See You Again  | Noel Coward                | 6:20  |
| 6.     | Kilauea             | Sonny Rollins              | 6:56  |

## Réception
L'auteur et critique de jazz Scott Yanow indique sur AllMusic que de nombreux morceaux interprétés par Rollins pour le label Milestone sont de grande qualité, malgré le fait qu'à cette période Rollins est davantage apprécié pour ses interprétations en concert que pour ses albums en studio. Il ajoute à propos de cet album qu'il propose « comme à son habitude un grand saxophoniste ténor au meilleur de sa forme sur les deux ballades (I'm Old Fashioned et celle de Noel Coward intitulée I'll See You Again) tandis que ses quatre autres compositions ont été largement oubliées ».
L'auteur Francis Davis écrit qu'« il est le premier disque LP de Rollins depuis longtemps sur lequel on peut apprécier du début à la fin sans revoir à la baisse ses attentes ». Davis remarque également l'échange percutant entre Rollins et le batteur Campbell et l'exploitation des techniques par Rollins avec l'enregistrement multipiste qui lui permet d'enregistrer son propre duo sur le morceau I'll See You Again composé par Noel Coward.
L'album est pour le critique musical Robert Christgau « le plus accessible et sans compromis depuis plus d'une décennie et qui baigne dans le swingant calypso pan-caribéen qui a été son plaisir tout particulier depuis les années 1950 ».